# Studentisches Ingenieurbüro
Studentische Ingenieurbüros sind Ingenieurbüros, die hauptsächlich von Studenten an Hochschulen oder im universitären Umfeld geführt werden. Ähnlich den studentischen Unternehmensberatungen werden die Organisationen in den meisten Fällen nur von Studierenden verwaltet und betreut. Diese führen neben ihrem Studium, im Fall der studentischen Ingenieurbüros, praxisorientierte Projekte im Ingenieursumfeld durch. Die wenigen, seit 2009 bisher gegründeten Büros, sind in ihrer Rechtsform entweder als Verein (e.V.) oder als Unternehmergesellschaften organisiert. 

## Hintergrund

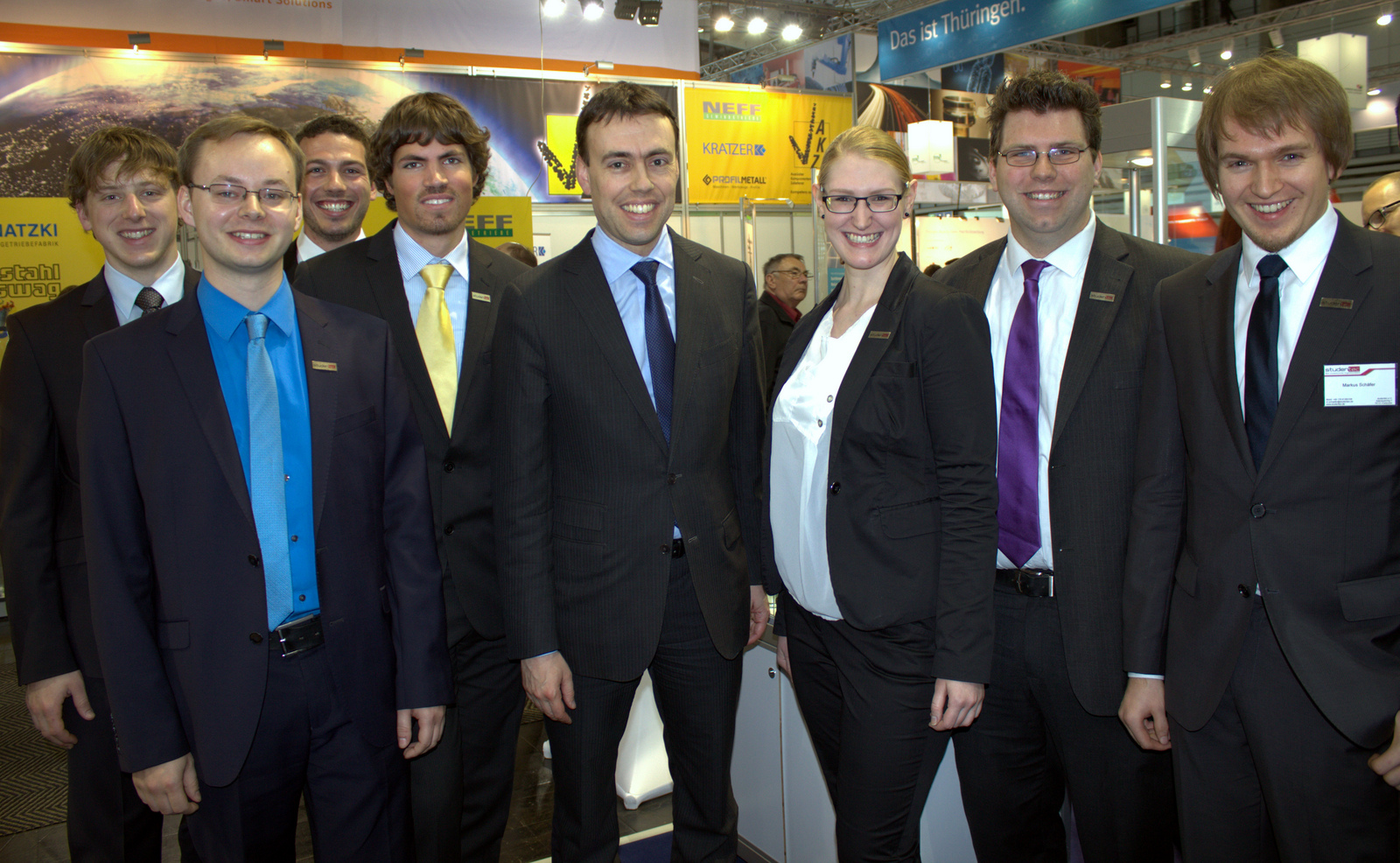
Studentisches Ingenieurbüro studentec trifft Wirtschaftsminister Schmid, Baden-Württemberg auf der Hannover Messe 2014

Ziel der studentischen Ingenieurbüros ist es im Allgemeinen soziale Kompetenzen auszubauen, schon während des Studiums Praxiserfahrung zu ermöglichen und ein Netzwerk zur Verfügung zu stellen.
Der Fokus bei der Vermittlung von sozialen Kompetenzen liegt in der Regel auf Projektmanagement und Teamarbeit, aber auch andere Disziplinen wie zum Beispiel Präsentationen oder Kommunikation werden meist durch ein internes Schulungsprogramm und durch Zusammenarbeit mit Unternehmen ermöglicht. 
Praxiserfahrung können die Studenten bei studentischen Ingenieurbüros vorwiegend durch die Arbeit in Projekten mit externen Auftraggebern sammeln. Dazu gehört in der Regel nicht nur die Durchführung eines Projekts, sondern auch dessen Akquise, Planung und Nachbereitung. Interessant für externe Auftraggeber sind die studentischen Ingenieurbüros vor allem für die Kreativität, Unbefangenheit und den direkten Kontakt zur Forschung der Studenten. Aber auch der niedrigere Preis im Vergleich zu normalen Ingenieurbüros und die Möglichkeit, Kontakt zu engagierten Studenten aufzubauen, sind Gründe für die Zusammenarbeit. 
Durch den Kontakt zu Unternehmen und ihre interdisziplinäre Zusammensetzung ist es den studentischen Ingenieurbüros möglich, ein breites Netzwerk aufzubauen. Da die meisten Studenten jeweils zeitnah in ein Industrieunternehmen wechseln, profitieren die aktuellen aktiven Studierenden in den Büros stark von dem Netzwerk.

## Vergleich zu studentischen Unternehmensberatungen
Die Organisationen und der Aufbau der studentischen Ingenieurbüros sind an die der studentischen Unternehmensberatungen angelehnt. Auch andere Bereiche wie die Studenten- oder Projektakquise funktionieren sehr ähnlich wie bei studentischen Unternehmensberatungen. 
Der Unterschied zwischen den Organisationsformen ist die Ausrichtung der Projekte mit externen Unternehmen. Studentische Ingenieurbüros fokussieren sich auf ingenieurspezifische Projekte wie zum Beispiel der Produktentwicklung oder einer Analyse des Fertigungsprozesses. Auch andere Projekte mit technischem Schwerpunkt, wie zum Beispiel die Vermessung der Störaussendung eines Schaltschrankes oder die Erstellung von Energiekonzepten, werden von studentischen Ingenieurbüros bearbeitet. Studentische Unternehmensberatungen legen ihren Schwerpunkt bei der Projektbearbeitung in der Regel auf Projekte mit direktem wirtschaftlichem Hintergrund wie zum Beispiel der Marktforschung oder unternehmensinterner Kommunikation.
Dieser Unterschied ist auch in den Fachgebieten der Studierenden der einzelnen Organisationen erkennbar. Studentische Ingenieurbüros setzen sich hauptsächlich aus Studenten der Ingenieursfachrichtungen zusammen, wohingegen bei studentischen Unternehmensberatungen hauptsächlich Studierende der Wirtschaftswissenschaften beteiligt sind.